# Teinostoma pallidulum
Teinostoma pallidulum is een slakkensoort uit de familie van de Tornidae. De wetenschappelijke naam van de soort is voor het eerst geldig gepubliceerd in 1847 door Carpenter.